# Abel Gavilánez
Abel Virgilio Gavilánez López (Guayaquil, Ecuador - Ibidem, 24 de julio de 2011) fue un artista plástico y maestro de bellas artes ecuatoriano.

## Biografía
Realizó sus estudios de arte en la Escuela Municipal de Bellas Artes en 1961, donde obtuvo el título de profesor en Artes Plásticas. En 1969 se otorgó premios de arte a los egresados más distinguidos de la Escuela de Arte, donde se exhibieron sus obras y luego de un homenaje a los Próceres del 9 de octubre de 1820, Gavilánez consiguió el Primer Premio de Pintura.
Se dedicó a la cátedra del Dibujo y la Pintura, a lo largo de su vida en diferentes instituciones, en 1980 en el Jardín de Infantes Primavera, en la Academia de Inge Bruckman, en la Asociación Cultural Las Peñas del que fue miembro y secretario,  en la Galería de Arte Gala, en 1983 en el Colegio de Bellas Artes Juan José Plaza, entre otros.
En su trayectoria como maestro y artista, obtuvo varios reconocimientos y condecoraciones, con diversas entidades como el Museo Municipal Casa de la Cultura, Colegio de Bellas Artes, Aso. Las Peñas, la Alianza Francesa, Cruz Roja, FAE, Universidad Estatal, Universidad Católica, Municipalidad de Guayaquil, entre otras.
En junio de 2011 se realizó una exposición en homenaje a sus 30 años como maestro en artes plásticas en el Colegio de Bellas Artes.